# Avenida Néstor Gambetta
La avenida Néstor Gambetta, Ruta Nº PE-20, es una carretera asfaltada que recorre la provincia constitucional del Callao. La ruta comienza en la intercambio vial de Zapallal de la carretera Panamericana Norte y termina en el óvalo Centenario en el Callao. Une los distritos chalacos de Ventanilla, Mi Perú y Callao.
La avenida lleva el nombre del militar peruano Néstor Gambetta Bonatti.
La administración de la vía está a cargo del Ministerio de Transportes y Comunicaciones.

## Recorrido
El recorrido de la carretera Néstor Gambetta va desde el intercambio vial Zapallal (en el límite entre Puente Piedra y Ventanilla), punto de confluencia con Panamericana Norte, pasando por Ventanilla , siguiendo el recorrido se encuentra la Refinería La Pampilla, pasando después por el Óvalo 200 millas, lugar de confluencia con la Avenida Elmer Faucett, hasta el óvalo Centenario (Callao) donde confluye con la Avenida Argentina. Su tramo como avenida continua en la Avenida Alfredo Palacios y su tramo como autopista (PE-20) continua en la Avenida Argentina hasta el óvalo Garibaldi.